# Intensities in 10 Cities
Albums de Ted Nugent
Scream Dream
(1980) Great Gonzos!-The Best Of Ted Nugent
(1981)
Singles
1. Jailbait
Sortie : 1981
2. Land of a Thousand Dances
Sortie : 1981
3. The Flying Lip Lock
Sortie : avril 1981

Intensities In 10 Cities est le deuxième album enregistré en public du guitariste américain Ted Nugent. Sorti le 1er mars 1981 sur le label Epic Records, il a été produit par Cliff Davies et Ric Browde.
Dernier album pour Epic Records et dernier album avec Cliff Davies à la batterie, cet album est constitué de titres inédits enregistrés en public dans 10 villes différentes lors de la tournée de promotion nord-américaine de l'album Scream Dream (en). Lors de cette tournée, le groupe joua vingt chansons inédites et en garda les dix meilleures pour créer cet album.
Cet album se classa à la 51e place du Billboard 200 aux États-Unis.

## 10 Cities
- Detroit: Cobo Hall
- Buffalo: Buffalo Memorial Auditorium
- Cleveland / Richfield: Richfield Coliseum
- Toronto: Maple Leaf Gardens
- Montreal: Forum de Montreal
- Boston: Boston Garden
- New Haven: New Haven Coliseum
- Pittsburgh: Civic Arena
- Rochester: Rochester War Memorial
- Providence: Civic CTR Arena

## Liste des titres
- Tous les titres sont composés par Ted Nugent, sauf indication.

Face 1
| No | Titre                       | Durée |
| -- | --------------------------- | ----- |
| 1. | Put Up or Shut Up           | 3:21  |
| 2. | Spontaneous Combustion      | 3:53  |
| 3. | My Love Is Like a Tire Iron | 5:48  |
| 4. | Jailbait                    | 5:15  |
| 5. | I Am a Predator             | 3:16  |

Face 2
| No  | Titre                                                  | Durée |
| --- | ------------------------------------------------------ | ----- |
| 6.  | Heads Will Roll                                        | 4:07  |
| 7.  | The Flying Lip Lock                                    | 4:07  |
| 8.  | Land of a Thousand Dances (Fats Domino / Chris Kenner) | 4:39  |
| 9.  | The TNT Overture                                       | 4:31  |
| 10. | I Take No Prisoners                                    | 3:30  |

## Musiciens
- Ted Nugent: chant, guitare solo.
- Cliff Davies (en) : batterie, percussion, chœurs, production.
- Charlie Huhn (en) : guitare rythmique, chant.
- Dave Kiswiney : basse, chœurs.

## Charts
album
| Pays        | Durée du classement | Meilleur classement | Date          |
| ----------- | ------------------- | ------------------- | ------------- |
| Canada      | 14 semaines         | 17e                 | 4 avril 1981  |
| États-Unis  | 10 semaines         | 51e                 | 11 avril 1981 |
| Royaume-Uni | 1 semaines          | 75e                 | 25 avril 1981 |

Charts singles
| Single                    | Chart                  | Durée du classement | Position | Date          |
| ------------------------- | ---------------------- | ------------------- | -------- | ------------- |
| Jailbait                  | Mainstream Rock Tracks | 1 semaine           | 56e      | 21 mars 1981  |
| The Flying Lip Lock       | Mainstream Rock Tracks | 3 semaines          | 36e      | 18 avril 1981 |
| Land Of A Thousand Dances | Mainstream Rock Tracks | 1 semaine           | 47e      | 28 mars 1981  |